# Oirschot
Oirschot je obec v Nizozemsku v provincii Severní Brabantsko. V roce 2010 zde žilo 17 845 obyvatel.

## Části obce
- Oirschot
- Middelbeers
- Oostelbeers
- Spoordonk
- Westelbeers